# Saint-Avold
Saint-Avold é uma comuna francesa na região administrativa de Grande Leste, no departamento de Mosela. Estende-se por uma área de 35,48 km². Em 2010 a comuna tinha 15 789 habitantes (densidade: 445 hab./km²).